# Studium w szkarłacie
Studium w szkarłacie (ang. A Study in Scarlet) – powieść autorstwa Arthura Conana Doyle’a napisana w 1886, po raz pierwszy wydana 27 grudnia 1887 w brytyjskim czasopiśmie Beeton’s Christmas Annual, pierwszy z cyklu utworów, których bohaterem jest detektyw amator Sherlock Holmes. 
Powieść w formie książkowej została wydana po raz pierwszy w 1888.
Polski przekład autorstwa Bronisławy Neufeldówny, pod tytułem Czerwonym szlakiem, ukazał się w 1903. Tłumaczenie anonimowego autora ukrywającego się pod pseudonimem E. S., wydane w 1947, nosiło tytuł Późna zemsta. Zaś tłumaczenie Tadeusza Everta pod tytułem Studium w szkarłacie wydano w 1956.

## Fabuła

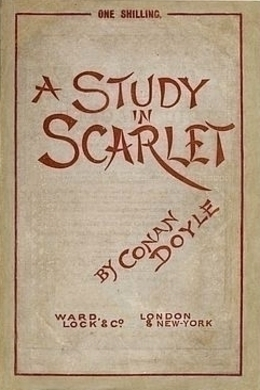
Okładka pierwszego wydania książkowego, 1888

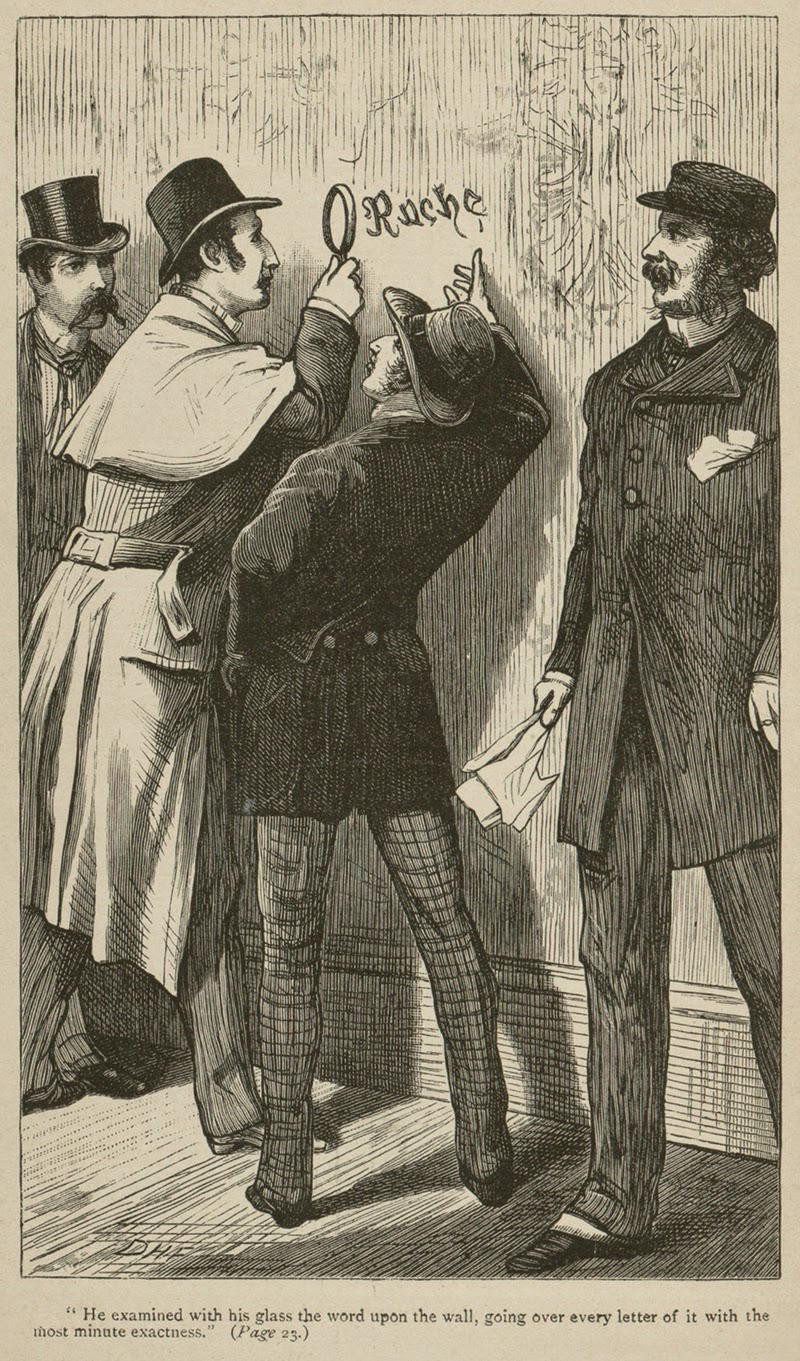
Oryginalna ilustracja autorstwa Davida Henry’ego Fristona w Beeton’s Christmas Annual przedstawiająca Sherlocka Holmesa z lupą; od lewej do prawej: Dr Watson, Holmes, Lestrade i Gregson.

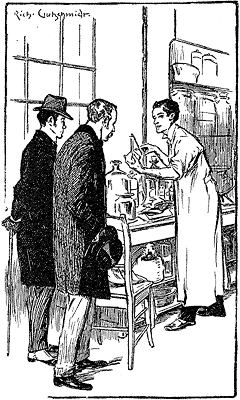
Jedna z dziewiętnastowiecznych ilustracji powieści autorstwa Richarda Gutschmidta: Sherlock Holmes (z prawej) w szpitalnym laboratorium.

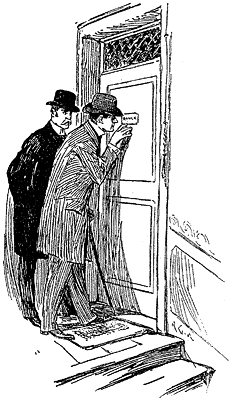
Ilustracji Richarda Gutschmidta: Dr Watson i Sherlock Holmes.

Książka jest podzielona na dwie części.
W pierwszej części doktor Watson, weteran wojenny, powraca do Anglii i poznaje ekscentrycznego detektywa amatora, Sherlocka Holmesa. Ponieważ obaj panowie szukają mieszkania, decydują się zamieszkać wspólnie przy 221B Baker Street w Londynie. Wkrótce potem Holmes dostaje list od oficera Scotland Yardu, z prośbą o pomoc w rozwikłaniu zagadki morderstwa Enocha Drebbera. Denat jest elegancko ubrany, ma w kieszeniach pieniądze i złoty zegarek, co wyklucza napad rabunkowy. Zwłoki znaleziono w pustym domu, na ciele brak obrażeń, tym większą zagadkę stanowi napis Rache (niem. zemsta) uczyniony krwią na ścianie.
Na pytanie o przyczynę zgonu, Holmes odpowiada: trucizna. Sprawcą, sądząc po rozstawie kół pojazdu, którym przywieziono Drebbera do owego domu, jest jakiś dorożkarz.
Inspektor Lestrade o morderstwo podejrzewa Józefa Stangersona, sekretarza ofiary, zaś inspektor Gregson obwinia o to Artura Charpentiera, Drebber bowiem natarczywie zalecał się był do jego siostry. Obaj policjanci są w błędzie – mówi Holmes. Wkrótce Strangerson zostaje zabity nożem, zaś Charpentier ma alibi, w tym czasie był w areszcie podejrzany o zabicie Drebbera.
Sherlock Holmes ustala tożsamość zabójcy i zastawia na niego pułapkę.
Druga część książki opisuje historię życia zabójcy oraz motywy, które nim kierowały.
W zakończeniu sukces w wyjaśnieniu sprawy prasa przypisuje obu inspektorom. Watson postanawia ujawnić prawdę, w tym celu opisuje ją. Tak rozpoczyna się długotrwała przyjaźń Holmesa i Watsona.

## Nawiązania
Do powieści Studium w szkarłacie oraz postaci Sherlocka Holmesa i doktora Watsona nawiązuje opowiadanie Neila Gaimana Studium w szmaragdzie (wyd. w zbiorze Rzeczy ulotne).

## Adaptacje filmowe
- Studium w szkarłacie – film z 1933 r. (w roli Holmesa  Reginald Owen)[5]
- Film produkcji BBC z 1968 r. (w roli Holmesa Peter Cushing)[6]
- Film produkcji Lenfilm z 1979 r. pt. Кровавая надпись (w roli Holmesa Wasilij Liwanow)[7]
- Studium w różu – pierwszy odcinek serialu BBC z roku 2010 pt. Sherlock z Benedictem Cumberbatchem i Martinem Freemanem, luźna adaptacja powieści